# Mário Lúcio (Musiker)

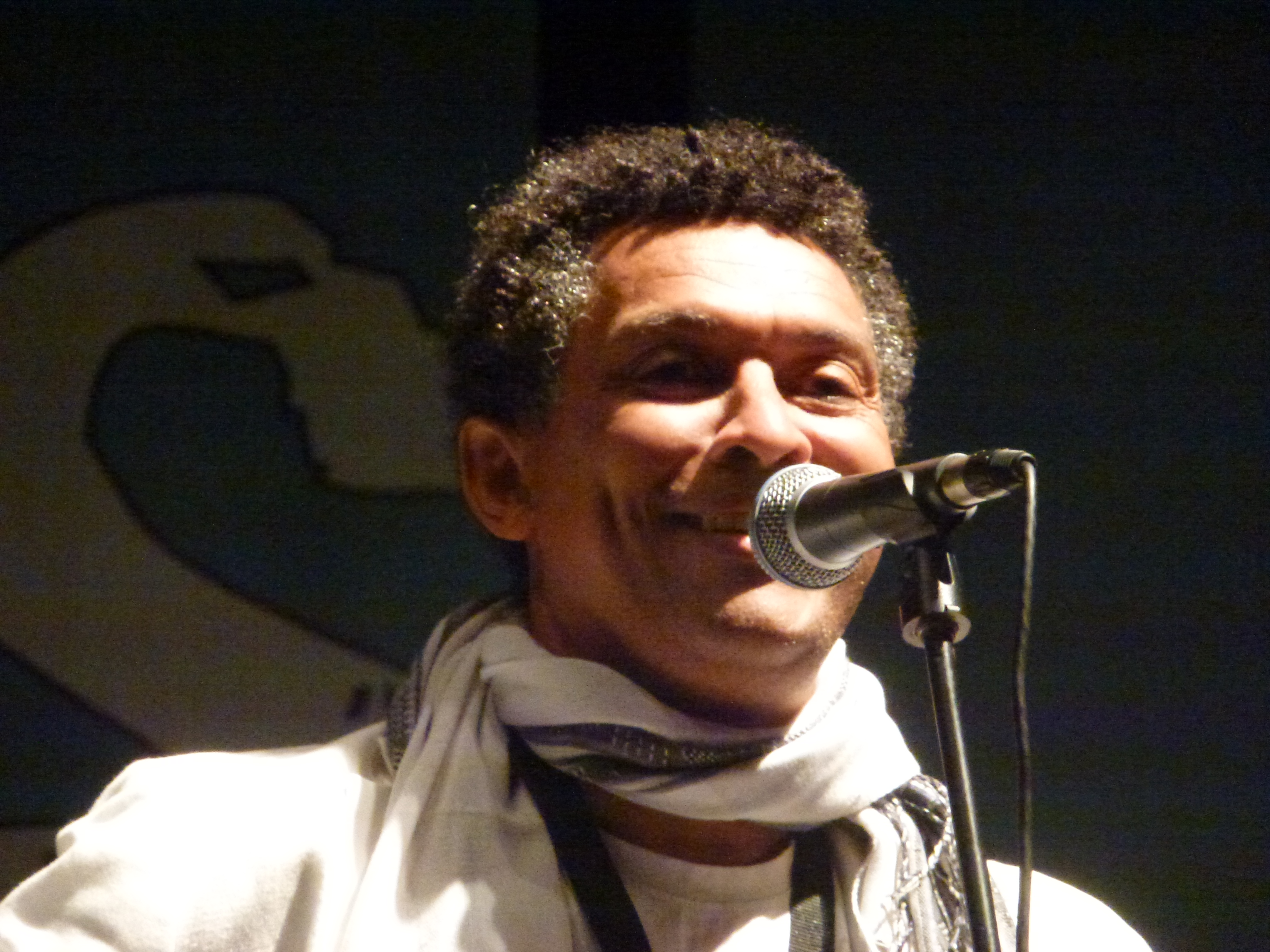
Mario Lucio beim FMM Festival das Musicas do Mundo in Sines (Portugal) 2011

Mário Lúcio (* 21. Oktober 1964 als Lúcio Matias de Sousa Mendes in Tarrafal auf der Insel Santiago, Kapverdische Inseln) ist ein kapverdischer Sänger, Komponist und Maler. 2011 wurde er zum kapverdischen Kulturbotschafter ernannt. Von 2011 bis 2016 war Mário Lúcio Kulturminister der Kapverden.

## Leben
Mário Lúcio verlor seinen Vater mit 12 Jahren. Als er 15 Jahre alt war, wurden er und seine sieben Geschwister Waisenkinder, als seine Mutter starb. Seit dem Alter von 12 Jahren lebte er auf einem Kasernengelände der kapverdischen Streitkräfte in seiner Heimatstadt unter der Obhut des Militärs. Nach Abschluss der Oberschule erhielt er ein Staatsstipendium, um an der Hochschule in der kapverdischen Hauptstadt Praia zu studieren. 1984 bekam er ein Stipendium der kubanischen Regierung, um in Havanna Jura zu studieren. Sechs Jahre später machte er dort seinen Abschluss. Er ging auf die Kapverden zurück und praktizierte dort als unabhängiger Rechtsanwalt. Von 1996 bis 2001 war er Abgeordneter des kapverdischen Parlaments. Er diente ab 1992 als Ratgeber des Kulturministers.

## Musik
Mário Lúcio ist Gründer und Führer der Musikgruppe Simentera, welche einen Wendepunkt in Richtung akustischer Musik auf den Kap Verden markierten. Seine Ideen brachten ihm eine Einladung der Kapverdischen Regierung, um als Ratgeber des Beauftragten und Autor des Cape Verde Musical Projektes für die Expo 92 in Sevilla und der Expo 98 in Lissabon zu dienen. Er ist ein Multi-Instrumentalist und Bearbeiter vieler Alben kapverdischer Künstler. Er ist der Gründer und Direktor der Quintal da Música Cultural Association, dessen privates Kulturzentrum für die Aufwertung traditioneller Musik arbeitet. Kinder lernen dort, ihre Talente zu nutzen. Als Komponist ist er ein Mitglied von SACEM (Societé française des Droits d'auteur), mit Kompositionen, die von Cesária Évora und anderen kapverdischen Künstlern aufgenommen wurden. Er ist der ständige Komponist der Raiz di Polon Company, der einzigen zeitgenössische Tanzformation der Inselgruppe. Er komponierte auf Wunsch des Porto European Culture Capital den Soundtrack zu dem Stück „Adão e as Sete Pretas de Fuligem“. Das Stück wurde von João Branco auf die Bühne gebracht. Er ist der Gründer des Fesquintal de Jazz, the Cape Verde International Jazz Festival. Er stand schon in den USA, Brasilien, Kuba sowie in vielen europäischen Ländern und in Afrika auf der Bühne.
Auch als Maler hat er Erfolg und nahm an einigen Ausstellungen teil.

## Werke
- Nascimento de Um Mundo (Dichtung, 1990)
- Sob os Signos da Luz (Dichtung, 1992)
- Para Nunca Mais Falarmos de Amor (Dichtung, 1999)
- Os Trinta Dias do Homem mais Pobre do Mundo (Fiktion, 2000 – Gewinner des ersten Portugiesischen Language Bibliographical Fund Award)
- Adão e As Sete Pretas de Fuligem (Theater, 2001).